# Graneros (Tucumán)
Graneros ist die Hauptstadt des gleichnamigen Departamento Graneros in der Provinz Tucumán im Nordwesten Argentiniens. Die Gemeinde liegt im Südosten der Provinz und zählt 5.263 Einwohner (2001, INDEC).